# Rajdowe mistrzostwa Finlandii
Rajdowe mistrzostwa Finlandii, (fiń. Rallin Suomenmestaruussarja, skr. SM-Ralli) – cykliczne zawody rajdowe, mające na celu wyłonienie mistrza Finlandii.

## Historia
Cykl zainaugurowano w 1959 roku. Sezon składał się wówczas z czterech rajdów, wliczając w to Rajd 1000 Jezior. Pierwszym mistrzem został Esko Keinänen. W 1970 roku wprowadzono podział na dwie klasy, a od roku 1971 prowadzono także klasyfikację kobiet. W 1986 roku wprowadzono zawody w ramach grupy N. Od 2014 roku mistrzostwa są rozgrywane w czterech klasach: SM4, SM3, SM2 i SM1.

## Mistrzowie
W przypadku podziału na klasy podano mistrzów najwyższych klas.
| Rok  | Kierowca           | Pilot             | Samochód                    | Zespół                      |
| ---- | ------------------ | ----------------- | --------------------------- | --------------------------- |
| 1959 | Esko Keinänen      | Kai Nuortila      | Peugeot 403                 |                             |
| 1960 | Carl-Otto Bremer   | Juhani Lampi      | Saab 96                     |                             |
| 1961 | Rauno Aaltonen     | Väinö Nurmimaa    | Mercedes-Benz 220 SE        |                             |
| 1962 | Pauli Toivonen     | Jaakko Kallio     | Citroën DS 19               |                             |
| 1963 | Simo Lampinen      | Jyrki Ahava       | Saab 96                     |                             |
| 1964 | Simo Lampinen      | Jyrki Ahava       | Saab 96                     |                             |
| 1965 | Rauno Aaltonen     | Väinö Nurmimaa    | Morris Cooper S             |                             |
| 1966 | Timo Mäkinen       | Pekka Keskitalo   | Morris Cooper S             |                             |
| 1967 | Simo Lampinen      | Klaus Sohlberg    | Saab V4                     |                             |
| 1968 | Hannu Mikkola      | Anssi Järvi       | Ford Escort Twin Cam        |                             |
| 1969 | Jorma Lusenius     | Seppo Halme       | Renault 8 Gordini           |                             |
| 1970 | Timo Mäkinen       | Risto Suonio      | Ford Escort Twin Cam        |                             |
| 1971 | Tapio Rainio       | Erkki Nyman       | Opel RK                     |                             |
| 1972 | Tapio Rainio       | Erkki Nyman       | Opel Ascona A 1900          |                             |
| 1973 | Timo Mäkinen       | Erkki Salonen     | Ford Escort RS 1600 MKI     | Colt Racing Team / Ford     |
| 1974 | Hannu Mikkola      | Atso Aho          | Ford Escort RS 1600 MKI     | Ford Motor Co. Ltd.         |
| 1975 | Simo Lampinen      | Juhani Markkanen  | Saab 96 V4                  |                             |
| 1976 | Tapio Rainio       | Erkki Nyman       | Saab 96 V4                  |                             |
| 1977 | Ulf Grönholm       | Raimo Anttonen    | Opel Kadett GT/E            |                             |
| 1978 | Markku Alén        | Ilkka Kivimäki    | Fiat 131 Abarth             |                             |
| 1979 | Kyösti Hämäläinen  | Heikki Palmuaro   | Ford Escort RS 1800 MKII    |                             |
| 1980 | Kyösti Hämäläinen  | Timo Putkonen     | Ford Escort RS 1800 MKII    |                             |
| 1981 | Kyösti Hämäläinen  | Timo Putkonen     | Ford Escort RS 1800 MKII    |                             |
| 1982 | Kyösti Hämäläinen  | Timo Putkonen     | Ford Escort RS 1800 MKII    |                             |
| 1983 | Lasse Lampi        | Pentti Kuukkala   | Audi Quattro A2             |                             |
| 1984 | Antero Laine       | Matti Hiltunen    | Audi Quattro A2             |                             |
| 1985 | Antero Laine       | Pekka Huolman     | Audi Quattro A2             |                             |
| 1986 | Timo Heinonen      | Peter Rindell     | Audi Quattro A2             |                             |
| 1987 | Petteri Lindström  | Jari Hyrylä       | Audi Quattro A2             |                             |
| 1988 | Mikael Sundström   | Voitto Silander   | Mazda 323 4WD               |                             |
| 1989 | Mikael Sundström   | Juha Repo         | Mazda 323 4WD               |                             |
| 1990 | Sebastian Lindholm | Timo Hantunen     | Lancia Delta Integrale      |                             |
| 1991 | Lasse Lampi        | Pentti Kuukkala   | Mitsubishi Galant VR-4      | Mitsubishi Ralliart Finland |
| 1992 | Esa Saarenpää      | Lasse Hirvijärvi  | Ford Sierra RS Cosworth 4x4 |                             |
| 1993 | Sebastian Lindholm | Timo Hantunen     | Ford Escort RS Cosworth     |                             |
| 1994 | Marcus Grönholm    | Voitto Silander   | Toyota Celica Turbo 4WD     |                             |
| 1995 | Sebastian Lindholm | Timo Hantunen     | Ford Escort RS Cosworth     |                             |
| 1996 | Marcus Grönholm    | Timo Rautiainen   | Toyota Celica GT-Four       |                             |
| 1997 | Marcus Grönholm    | Timo Rautiainen   | Toyota Celica GT-Four       |                             |
| 1998 | Marcus Grönholm    | Timo Rautiainen   | Toyota Corolla WRC          |                             |
| 1999 | Pasi Hagström      | Tero Gardemeister | Toyota Corolla WRC          | Toyota Castrol Finland      |
| 2000 | Sebastian Lindholm | Jukka Aho         | Peugeot 206 WRC             | Peugeot Sport Finland       |
| 2001 | Janne Tuohino      | Petri Vihavainen  | Toyota Corolla WRC          | LPM Racing                  |
| 2002 | Sebastian Lindholm | Timo Hantunen     | Peugeot 206 WRC             | Peugeot Sport Finland       |
| 2003 | Sebastian Lindholm | Tomi Tuominen     | Peugeot 206 WRC             | Peugeot Sport Finland       |
| 2004 | Sebastian Lindholm | Tomi Tuominen     | Peugeot 206 WRC             | Peugeot Sport Finland       |
| 2005 | Kosti Katajamäki   | Timo Alanne       | Peugeot 206 WRC             |                             |
| 2006 | Sebastian Lindholm | Tomi Tuominen     | Peugeot 206 WRC             | Peugeot Sport Finland       |
| 2007 | Jussi Välimäki     | Jarkko Kalliolepo | Mitsubishi Lancer Evo VII   |                             |
| 2008 | Ari Vihavainen     | Asko Sairanen     | Ford Focus RS WRC '01       |                             |
| 2009 | Jari Ketomaa       | Miika Teiskonen   | Subaru Impreza STi          | Subaru Dealer Team Finland  |
| 2010 | Juha Salo          | Tomi Tuominen     | Mitsubishi Lancer Evo X     | Mitsubishi Ralliart Finland |
| 2011 | Juha Salo          | Marko Salminen    | Mitsubishi Lancer Evo X     | Mitsubishi Ralliart Finland |
| 2012 | Esapekka Lappi     | Janne Ferm        | Ford Fiesta S2000           | Printsport Oy               |
| 2013 | Juha Salo          | Marko Salminen    | Mitsubishi Lancer Evo X     | Hannu's Rally Team          |
| 2014 | Karl Kruuda        | Martin Järveoja   | Ford Fiesta S2000           | Printsport Oy               |
| 2015 | Juha Salo          | Marko Salminen    | Peugeot 208 T16             | Hannu's Rally Team          |
| 2016 | Juha Salo          | Marko Salminen    | Peugeot 208 T16             | Hannu's Rally Team          |
| 2017 | Teemu Asunmaa      | Jonne Halttunen   | Škoda Fabia R5              | Hannu's Rally Team          |
| 2018 | Eerik Pietarinen   | Juhana Raitanen   | Škoda Fabia R5              | TGS Worldwide OU            |
| 2019 | Teemu Asunmaa      | Jani Salo         | Škoda Fabia R5              | TGS Worldwide OU            |